# What If... Killmonger Rescued Tony Stark?
"What If... Killmonger Rescued Tony Stark?" es el sexto episodio de la primera temporada de la serie de televisión animada estadounidense What If...?, basada en la serie de Marvel Comics del mismo nombre. Explora lo que sucedería si los eventos de las películas del Universo cinematográfico de Marvel (MCU), Iron Man (2008) y Black Panther (2018), ocurrieran de manera diferente, con Erik "Killmonger" Stevens implementando un plan secreto para ingresar a Wakanda que implica salvar y hacerse amigo de Tony Stark. El episodio fue escrito por el editor de historias Matthew Chauncey y dirigido por Bryan Andrews.
Jeffrey Wright narra la serie como el Vigilante, y este episodio también cuenta con las voces de Michael B. Jordan (Killmonger), Jon Favreau, Chadwick Boseman, Angela Bassett, Danai Gurira, Andy Serkis, Don Cheadle, Paul Bettany, John Kani, Leslie Bibb y Mick Wingert (Stark). La serie comenzó a desarrollarse en septiembre de 2018, Andrews se unió poco después y se esperaba que muchos actores repitieran sus papeles de las películas del MCU. La animación del episodio estuvo a cargo de Flying Bark Productions, con Stephan Franck como jefe de animación.
"What If... Killmonger Rescued Tony Stark?" se lanzó en Disney+ el 15 de septiembre de 2021. Los críticos elogiaron el enfoque en Killmonger y notaron la representación de él en el episodio como un fanático del anime, pero criticaron el abrupto final.

## Trama
En Afganistán, el convoy militar que transportaba al genio armamentista Tony Stark es emboscado por los Diez Anillos, pero de milagro el soldado Erik "Killmonger" Stevens lo salva.  Al regresar a Industrias Stark, Stark contrata a Killmonger como jefe de seguridad y se compromete a construir mejores armas. Killmonger expone la participación de Obadiah Stane en la emboscada, habiéndose infiltrado en los Diez Anillos,  y posteriormente reemplaza a Stane. Stark ofrece su experiencia para construir robots drones diseñados por Killmonger y logra construir uno con el anillo de vibranio de Killmonger como fuente de energía en reemplazo del reactor arc.
Al necesitar más vibranio para crear un ejército de drones, hacen arreglos para que James "Rhodey" Rhodes compre vibranio robado al contrabandista Ulysses Klaue, a pesar de la oposición que encabeza la asistente de Stark Pepper Potts. Klaue filtra la noticia de la transacción a Wakanda, atrayendo a T'Challa / Black Panther, quien ataca la reunión para reclamar el vibranio. Sin embargo, Killmonger mata a T'Challa y Rhodes, haciendo que parezca que se mataron entre sí. Stark, que se entera por los registros de J.A.R.V.I.S. se enfrenta a Killmonger e intenta vengar a Rhodes ordenando al dron que mate a Killmonger. Aun así, Killmonger derrota al dron y mata a Stark con una lanza de las Dora Milaje, organizándolo como un ataque de Wakanda. Poco después, Killmonger crea un ejército de drones con el vibranio robado.
Estados Unidos y Wakanda entran en conflicto por las muertes de T'Challa, Rhodes y Stark. El ejército estadounidense, liderado por el general Thaddeus Ross, asume el control de Industrias Stark y utiliza el ejército de drones para invadir Wakanda. Mientras tanto, Killmonger mata a Klaue para demostrar su lealtad a Wakanda y se reúne con los gobernantes de Wakanda, su distanciado tío T'Chaka y su tía Ramonda. Killmonger corta el mando de los drones por parte de Ross y luego reactiva en secreto sus capacidades de combate para poder liderar el ejército de Wakanda y derrotarlos.
Después de la batalla, T'Chaka le otorga el manto de Pantera Negra a Killmonger. En el plano astral, Killmonger se encuentra con T'Challa, quien le advierte que algún día será derrotado. Mientras el ejército estadounidense planea erradicar Wakanda, la hermana de T'Challa Shuri se reúne con Pepper, y le propone exponer la verdad del engaño de Killmonger.

## Producción

### Desarrollo
En septiembre de 2018, Marvel Studios estaba desarrollando una serie de antología animada basada en los cómics What If...?, que explorarían cómo se alterarían las películas del Universo Cinematográfico de Marvel (MCU) si ciertos eventos ocurrieran de manera diferente.    El escritor principal AC Bradley se unió al proyecto en octubre de 2018,  y el director Bryan Andrews se reunió con el ejecutivo de Marvel Studios, Brad Winderbaum, sobre el proyecto ya en 2018;  La participación de Bradley y Andrews se anunció en agosto de 2019.  Son productores ejecutivos junto a Winderbaum, Kevin Feige, Louis D'Esposito y Victoria Alonso.  El editor de historias Matthew Chauncey escribió el sexto episodio, titulado "¿What If... Killmonger Rescued Tony Stark?",  que presenta una historia alternativa de las películas Iron Man (2008) y Black Panther (2018). El episodio también recrea momentos de las películas Los Vengadores (2012), Avengers: La era de Ultrón (2015) y Avengers: Endgame (2019).  En la historia alternativa del episodio, Erik "Killmonger" Stevens evita que Tony Stark sea secuestrado por los Diez Anillos en Afganistán como parte de un plan secreto para ingresar a Wakanda.  Esta versión de Killmonger se comercializó como "King Killmonger".  "What If... Killmonger Rescued Tony Stark?" se lanzó en Disney+ el 15 de septiembre de 2021. 

### Casting
Jeffrey Wright narra el episodio como el Vigilante, y Marvel planea que otros personajes de la serie tengan la voz de los actores que los interpretaron en las películas del MCU.  El episodio está protagonizado por los actores que regresan de Black Panther, Michael B. Jordan como N'Jadaka/Erik "Killmonger" Stevens, Chadwick Boseman como T'Challa/Black Panther, Angela Bassett como Ramonda, Danai Gurira como Okoye, Andy Serkis como Ulysses Klaue y John Kani como T'Chaka, junto con los actores que regresan de Iron Man, Jon Favreau como Harold "Happy" Hogan, Paul Bettany como J.A.R.V.I.S. y Leslie Bibb como Christine Everhart.  Don Cheadle también retoma su papel de James Rhodes, interpretado por Terrence Howard en Iron Man; Cheadle fue elegido para el papel de Iron Man 2 (2010) en adelante, y el episodio integra la interpretación de Cheadle en versiones alternativas de las escenas de Iron Man en las que apareció Howard. 
Mick Wingert y Mike McGill retoman sus papeles como Tony Stark y Thaddeus Ross, respectivamente, desde el tercer episodio, en el que reemplazaron a las estrellas de MCU Robert Downey Jr. y William Hurt. Kiff VandenHeuvel da voz a Obadiah Stane, reemplazando a Jeff Bridges, Beth Hoyt da voz a Pepper Potts, reemplazando a Gwyneth Paltrow, y Ozioma Akagha da voz a Shuri, reemplazando a Letitia Wright.  Otros personajes que aparecen en papeles que no hablan incluyen al robot de Stark, Dum-E, un mercenario que trabaja para Klaue y que fue interpretado por Bentley Kalu en Age of Ultron, y los Vengadores: Steve Rogers / Capitán América, Bruce Banner / Hulk, Thor, Natasha Romanoff / Viuda Negra y Clint Barton / Hawkeye. 

### Animación
La animación del episodio estuvo a cargo de Flying Bark Productions, con Stephan Franck como jefe de animación.   Andrews desarrolló el estilo de animación cel-shaded de la serie con Ryan Meinerding, jefe de desarrollo visual de Marvel Studios.  Aunque la serie tiene un estilo artístico consistente, elementos como la cámara y la paleta de colores difieren entre episodios.  El arte conceptual del episodio se incluye durante los créditos finales y Marvel lo publicó en línea después del estreno del episodio.

### Música
Marvel Music y Hollywood Records lanzaron digitalmente una banda sonora para el episodio el 17 de septiembre de 2021, con la partitura de la compositora Laura Karpman. 

## Marketing
Después del lanzamiento del episodio, Marvel lanzó un póster del episodio, en el que aparecen Killmonger y Stark junto con una cita del episodio.  Marvel también anunció productos inspirados en el episodio como parte de su promoción semanal "Marvel Must Haves" para cada episodio de la serie, incluyendo ropa, accesorios y Funko Pops basado en Killmonger y la General Ramonda. 

## Recepción

### Audiencia
What If...? fue la segunda serie más reproducida por espectadores en los Estados Unidos durante la semana que finalizó el 19 de septiembre de 2021 según TV Time de Whip Media. 

### Respuesta crítica
Gavin Jasper de Den of Geek pensó que el episodio tuvo más éxito que otras series de Marvel Studios Disney+ al tomar un personaje secundario desatendido de las películas del MCU, en este caso Killmonger, y darles más tiempo en pantalla, y también sintió que el episodio funcionó mejor después el lanzamiento de Shang-Chi y la leyenda de los Diez Anillos (2021) dada la participación de la organización Diez Anillos en el episodio, así como las similitudes de Killmonger con el villano de la película, Wenwu. Sin embargo, Jasper sintió que era el episodio "más plano" de la serie hasta el momento y le dio 2,5 de 5 estrellas, criticándolo por "serpentear hasta terminar abruptamente" tras la revelación de las intenciones de Killmonger.  Tom Jorgensen de IGN también criticó el abrupto final del episodio y sintió que la batalla final carecía de riesgos, pero por lo demás fue más positivo sobre el episodio y le dio 7 sobre 10. Estuvo de acuerdo con Jasper en que el episodio hizo un buen trabajo al tomar a Killmonger de las películas y expandirlo, elogiando la decisión de mantener las motivaciones del personaje iguales y simplemente cambiar el escenario en el que se encuentra como una manera de mostrar cuál es la versión de Killmonger de Black Panther le habría venido bien más tiempo frente a la pantalla. Comparó positivamente esto con el segundo episodio de la serie, así como con la película de Star Wars Rogue One (2016), que pensó que era otro buen ejemplo de cómo ampliar una historia existente para agregar significado a la original. 
Sam Barsanti en The AV Club y Charles Pulliam-Moore en io9 también criticaron el final abrupto del episodio,   pero Barsanti estaba menos preocupado debido a que la premisa de la serie no prometía historias completas. Criticó parte de la animación, pero pensó que la batalla final estuvo bien hecha y le dio al episodio una "B-".  Amon Warmann, en su reseña para Yahoo! News, dijo que el episodio reforzó por qué Killmonger era uno de los mejores villanos del MCU y elogió la batalla final como lo más destacado del episodio. También se mostró positivo sobre la lucha mercenaria de Black Panther de T'Challa y el enfrentamiento con Killmonger en el Plano Ancestral.  Pulliam-Moore elogió el tono tranquilo y la mezcla de sonido, con su prioridad de los actores de doblaje sobre la acción. Pensó que la combinación de Stark y Killmonger funcionó bien y opinó que las interacciones de Stark con Killmonger eran similares a cómo trata a Rhodes como un "Amigo Negro™" en las películas. Pulliam-Moore pensó que el episodio tuvo menos éxito que Black Panther a la hora de explicar las motivaciones de Killmonger, y también cuestionó la elección de encuadrarlo tan claramente como el villano del episodio.  Varios críticos destacaron la revelación del episodio de que Killmonger es un fanático del anime y diseñó robots inspirados en Gundam, incluida Briana Lawrence de The Mary Sue, que escribió que algunos fanáticos, incluida ella misma, ya habían considerado a Killmonger como un fanático del anime debido a que Jordan era uno de ellos y su disfraz tenía similitudes con el del personaje de Dragon Ball, Vegeta. Dijo que estaban sorprendidos y felices de que este episodio lo confirmara. 